# Juan Sebastián Molano
Juan Sebastián Molano Benavides (Paipa, 4 novembre 1994) è un ciclista su strada e pistard colombiano, che corre per l'UAE Team Emirates XRG. Nel 2023 ha conquistato una tappa della Vuelta a España.

## Carriera
Il 13 maggio 2019, in seguito a dei controlli effettuati dopo la terza tappa del Giro d'Italia, viene fermato in via precauzionale dalla sua squadra dopo il riscontro di valori fisiologici anormali. Il 18 luglio seguente ritorna all'attività agonistica, dopo che dei consulti medici hanno appurato l'alta sensibilità ai cambiamenti di altitudine sofferta da Molano.

## Palmarès

### Strada
- 2013 (Fuerzas Armadas, una vittoria)

1ª tappa Clásica Internacional de Bogotà (Bogotà > Bogotà)
- 2014 (Coldeportes-Claro, una vittoria)

1ª tappa Vuelta a Colombia Sub-23 (Sogamoso > Sogamoso)
- 2016 (Manzana Postobón, sette vittorie)

2ª tappa Vuelta a la Comunidad de Madrid (Madrid > Madrid)
4ª tappa Vuelta a Colombia (Montería > Caucasia)
1ª tappa Vuelta a Boyacá (Nobsa > Sogamoso)
1ª tappa Clásico RCN (Turbo > Apartadó)
4ª tappa Clásico RCN (Rionegro > Puerto Boyacá)
6ª tappa Clásico RCN (Bucaramanga > Aguachica)
7ª tappa Clásico RCN (Pailitas > Valledupar)
- 2017 (Manzana Postobón, due vittorie)

3ª tappa Volta ao Alentejo (Mourão > Mértola)
5ª tappa Volta ao Alentejo (Ferreira do Alentejo > Évora)
- 2018 (Manzana Postobón, undici vittorie)

Campionati panamericani, Prova in linea
1ª tappa Vuelta a Colombia (Pereira > Palmira)
10ª tappa Vuelta a Colombia (Bucaramanga > Barrancabermeja)
13ª tappa Vuelta a Colombia (Medellín > Medellín)
2ª tappa Tour of Xingtai (Xingtai > Lincheng)
3ª tappa Tour of Xingtai (Xingtai > Xingtai)
2ª tappa Tour of China I (Pingchang > Pingchang)
Classifica generale Tour of China I
1ª tappa Tour of China II (Ningyuan > Ningyuan)
1ª tappa Tour of Taihu Lake (Wuxi > Wuxi)
2ª tappa Tour of Taihu Lake (Jurong > Wuxi)
- 2019 (UAE Team Emirates, una vittoria)

3ª tappa Tour Colombia 2.1 (Llanogrande > Llanogrande)
- 2020 (UAE Team Emirates, tre vittorie)

2ª tappa Tour Colombia 2.1 (Paipa > Duitama)
3ª tappa Tour Colombia 2.1 (Paipa > Sogamoso)
5ª tappa Tour Colombia 2.1 (Paipa > Zipaquirá)
- 2021 (UAE Team Emirates, quattro vittorie)

2ª tappa Vuelta a Burgos (Tardajos > Briviesca)
4ª tappa Vuelta a Burgos (Roa > Aranda)
1ª tappa Giro di Sicilia (Avola > Licata)
2ª tappa Giro di Sicilia (Selinunte > Mondello)
- 2022 (UAE Team Emirates, due vittorie)

4ª tappa Boucles de la Mayenne (Martigné-sur-Mayenne > Laval)
21ª tappa Vuelta a España (Las Rozas de Madrid > Madrid)
- 2023 (UAE Team Emirates, cinque vittorie)

4ª tappa UAE Tour (al-Shindagha > Dubai Marina)
Grand Prix de Denain
1ª tappa Vuelta a Burgos (Villalba de Duero > Burgos)
12ª tappa Vuelta a España (Ólvega > Saragozza)
5ª tappa Tour of Guangxi (Liuzhou > Guilin)
- 2024 (UAE Team Emirates, una vittoria)

2ª tappa Giro di Croazia (Zaravecchia > Novaglia)
- 2025 (UAE Team Emirates XRG, due vittorie)

Classic Brugge-De Panne
5ª tappa Tour de Hongrie (Etyek > Esztergom)

#### Altri successi
- 2018 (Manzana Postobón)

Classifica a punti Tour of China I
Classifica a punti Tour of Taihu Lake
- 2020 (UAE Team Emirates)

Classifica a punti Tour Colombia 2.1
- 2021 (UAE Team Emirates)

Classifica a punti Vuelta a Burgos
Classifica a punti Giro di Sicilia
- 2025 (UAE Team Emirates XRG)

Classifica a punti Giro del Belgio

### Pista
- 2014

Campionati panamericani, Inseguimento a squadre (con Arles Castro, Jhonatan Restrepo e Brayan Sánchez)
Campionati panamericani, Omnium

## Piazzamenti

### Grandi Giri
- Giro d'Italia

2019: non partito (4ª tappa)
2020: fuori tempo massimo (14ª tappa)
2021: 126º
2024: 125º
- Vuelta a España

2017: 152º
2019: 143º
2021: ritirato (9ª tappa)
2022: 125º
2023: 147º

### Classiche monumento
- Milano-Sanremo

2015: ritirato
- Parigi-Roubaix

2022: 106º
2024: 76º
2025: ritirato

### Competizioni mondiali
- Campionati del mondo su strada

Ponferrada 2014 - In linea Under-23: ritirato
Richmond 2015 - In linea Under-23: ritirato
Doha 2016 - In linea Under-23: 17º
Bergen 2017 - In linea Elite: ritirato
Harrogate 2019 - In linea Elite: ritirato
Fiandre 2021 - In linea Elite: ritirato
Wollongong 2022 - In linea Elite: ritirato
Glasgow 2023 - In linea Elite: ritirato
- Campionati del mondo su pista

Calì 2014 - Inseguimento individuale Elite: 18°